# Inventaire après décès
Pour les articles homonymes, voir IAD.
Un inventaire après décès (IAD) est un acte notarié visant à établir la liste des objets possédés par une personne lors de sa mort, assortis d'une prisée. Dressé quelques jours après le décès ou lors du mariage du parent survivant, généralement à la demande du conjoint survivant, du tuteur des enfants ou de l'enfant majeur, il permet de répartir ses biens en toute connaissance de cause entre ses héritiers.

## Histoire
Les inventaires après décès sont réalisés depuis l'Ancien Régime et sont extrêmement courants jusqu'à la fin du XIXe siècle, parfois pour de tout petits biens ; faute de taxe sur les successions, la plupart des biens du défunt se partageaient par accord à l'amiable.
Les inventaires après décès constituent des documents de grand intérêt pour l'historien, dans la mesure où ce dernier peut connaître la composition exacte de la fortune d'un personnage à une date donnée.

## Étapes
- Projet et date de l'inventaire annoncée plusieurs jours à l’avance par des affiches ou par un crieur public au sortir de la grand-messe le dimanche
- Pose éventuelle par un commissaire de scellés sur une pièce (grenier, grange) ou un meuble susceptible de contenir les bas de laine
- Inventaire dressé sur un rouleau de parchemin ou un papier timbré par un notaire[3], assisté d’un confrère et de deux voisins témoins, lors de la levée de ces scellés
- Prononciation du serment par les personnes présentes « les mains posées sur les Saints Évangiles » de n'avoir rien distrait ou caché de la succession

La minute de l'acte comporte :
- préambule (situation familiale, intervenants, serment) ;
- inventaire des biens (mobilier, immobilier et espèces en numéraires) ;
- inventaire des papiers de famille (contrat de mariage, bail, brevet d'obligations) ;
- formule de clôture.